# Bűnös utakon (film)
A Bűnös utakon (eredeti cím: Criminal Activites) 2015-ben bemutatott amerikai bűnügyi filmthriller, Jackie Earle Haley elsőfilmes rendezése. A főbb szerepekben John Travolta, Michael Pitt, Dan Stevens, Christopher Abbott, Edi Gathegi, Rob Brown és Jackie Earle Haley látható.
Az Amerikai Egyesült Államokban 2015. november 20-án mutatták be. Magyarországon DVD-n jelent meg.

## Cselekmény
Négy barát 200 ezer dollárral beszáll egy belsős információ szerint hamarosan jól jövedelmező startup vállalkozásba. Mivel egyiküknek sincs ennyi pénze, később kiderül, a maffiától kaptak kölcsönt. Azonban az ígéretesnek jósolt vállalkozás befuccsol, így már 400 ezer dollárt kell visszafizetniük.
A maffia feje, Eddie hajlik rá, hogy nagyvonalúan eltekintsen a tartozástól, mivel egy nőrokonát elrabolta a konkurens maffia. A négy barát feladata a konkurens maffia fejének unokaöccsét elrabolni, amit ők sikeresen meg is tesznek.

## Szereplők
| Szerep  | Színész            | Magyar hang[forrás?] |
| ------- | ------------------ | -------------------- |
| Zach    | Michael Pitt       | Dányi Krisztián      |
| Noah    | Dan Stevens        | Pálmai Szabolcs      |
| Warren  | Christopher Abbott | Horváth Gergely      |
| Bryce   | Rob Brown          | Varga Rókus          |
| Marques | Edi Gathegi        | Szokol Péter         |
| Gerry   | Jackie Earle Haley | Papucsek Vilmos      |
| Eddie   | John Travolta      | Csankó Zoltán        |